# Zwart-gele cubatroepiaal
De zwart-gele cubatroepiaal (Icterus melanopsis) is een zangvogel uit de familie Icteridae (troepialen).

## Verspreiding en leefgebied
Deze soort is endemisch in Cuba.